# 沈兼士

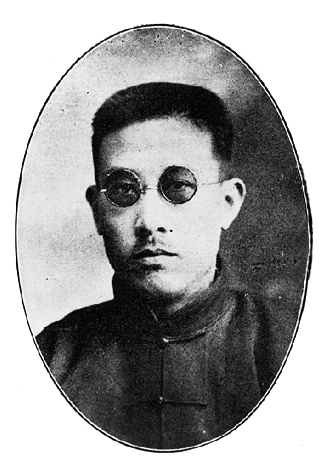
沈兼士

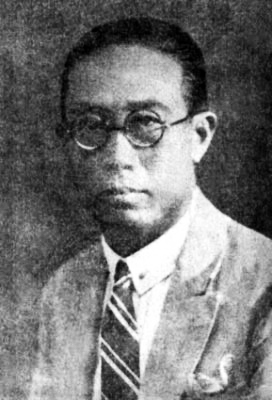
沈兼士

沈兼士（1887年7月31日—1947年8月2日），名臤，字兼士，以字行，原籍浙江吴兴（今湖州），生于陕西省汉阴县城。中国语言文字学家、文献档案学家。

## 生平
1905年，沈兼士和兄长沈尹默自费赴日本留学，入东京物理学校。在日本期间，沈兼士拜章太炎为师，并参加中国同盟会。归国后，沈兼士先后在北平大学、辅仁大学、清华大学、厦门大学等校任教。1922年，在北京大学创办研究所国学门，任主任。沈兼士曾和兄长沈士远、沈尹默同在浙江省立第一中学、北京大学任教，号称“北大三沈”。沈兼士还曾历任北京大学文学院院长、辅仁大学文学院院长、故宫博物院理事、文献馆馆长、国语推行委员会常委等职务。沈兼士在新文化运动中倡导新诗。抗日战争期间，曾任《鲁迅全集》编委，并参与抗日团体“炎社”的创建 。

## 著作
- 《文字形义学》
- 《广韵声系》
- 《段砚斋杂文》[1]

## 家庭
- 兄：沈士远、沈尹默[1]